# Licznik proporcjonalny
Licznik proporcjonalny – gazowy detektor promieniowania jonizującego pracujący w zakresie napięć, dla których występuje zjawisko wzmocnienia gazowego, czyli proporcjonalnego wzrostu ładunku docierającego do elektrody względem ładunku jonizacji pierwotnej. Zjawisko to występuje wokół anody wykonanej z cienkiego napiętego drutu, wokół którego wytwarzane jest silne pole elektryczne. Elektrony przyspieszane w polu elektrycznym osiągają energię wystarczającą do wywołania jonizacji wtórnej. Jeden elektron powoduje powstanie lawiny elektronów wtórnych, jonów dodatnich i pewnej liczby wzbudzonych atomów i cząsteczek. Maksymalna wartość współczynnika wzmocnienia zależy od właściwości gazu oraz od gęstości jonizacji pierwotnej, dla cząstek α jest to między 102 a 104. W przypadku pojedynczych elektronów osiąga się wzmocnienia rzędu 106.